# Boeng Khnar
Boeng Khnar es una comuna (khum) del distrito de Bakan, en la provincia de Pursat, Camboya. En marzo de 2008 tenía una población estimada de 11 870 habitantes.
Se encuentra ubicada al oeste del país, a escasa distancia del río Stung Pursat —tributario del lago Sap (Tonlé Sap)— y de la frontera con Tailandia.